# 九度山郵便局
九度山郵便局（くどやまゆうびんきょく）は、和歌山県伊都郡九度山町にある郵便局。民営化前の分類では無集配特定郵便局であった（現在は集配機能を再開）。

## 概要
住所：〒648-0199 和歌山県伊都郡九度山町九度山1714-4
かつては、九度山町内で唯一の集配郵便局であり、町内の集配業務を担当していたが、民営化に先立っての集配郵便局の再編の際に、当該業務を廃止し橋本郵便局へ移管したが、2018年10月1日より集配業務を再び九度山郵便局へ移管した。

## 沿革
- 1873年（明治6年）12月1日 - 九度山郵便取扱所として開設[1]。
- 1875年（明治8年）1月1日 - 九度山郵便局（五等）となる。
- 1885年（明治18年）5月1日 - 貯金取扱を開始。
- 1894年（明治27年）1月1日 - 為替取扱を開始。
- 1970年（昭和45年）7月24日 - 電話交換業務[2]を和歌山電報電話局に、和文電報配達業務を高野口電報電話局にそれぞれ移管[3]。
- 2007年（平成19年）3月5日 - 集配業務を橋本郵便局へ移管[4]。同時にゆうゆう窓口（郵便時間外窓口）を廃止。
- 2007年（平成19年）10月1日 - 民営化。
- 2012年（平成24年）10月1日 - 日本郵便株式会社発足。
- 2018年（平成30年）10月1日 - 集配業務を再開。

## 取扱内容
- 郵便、印紙、ゆうパック、内容証明
- 貯金、為替、振替、振込、国際送金、国債
- 生命保険、バイク自賠責保険
- ゆうちょ銀行ATM
- 九度山町内全域と高野町内一部地域（西郷(にしごう)の一部）の集配業務。

## 風景印
- 図案は九度山橋と六文銭旗、富有柿。局名表記は「和歌山　九度山」
- 使用開始日は1991年（平成3年）5月5日

## 周辺
- 善名称院（真田庵）
- 九度山町立九度山中学校
- 九度山町立九度山小学校
- 国道370号
- 紀の川

## アクセス
- 南海高野線 九度山駅から徒歩約6分
- 南海りんかんバス 真田庵前停留所もしくは永代橋停留所下車
- 京奈和自動車道 高野口ICから南東へ約3.5km
- 駐車場あり：6台